# Otto von Helldorff

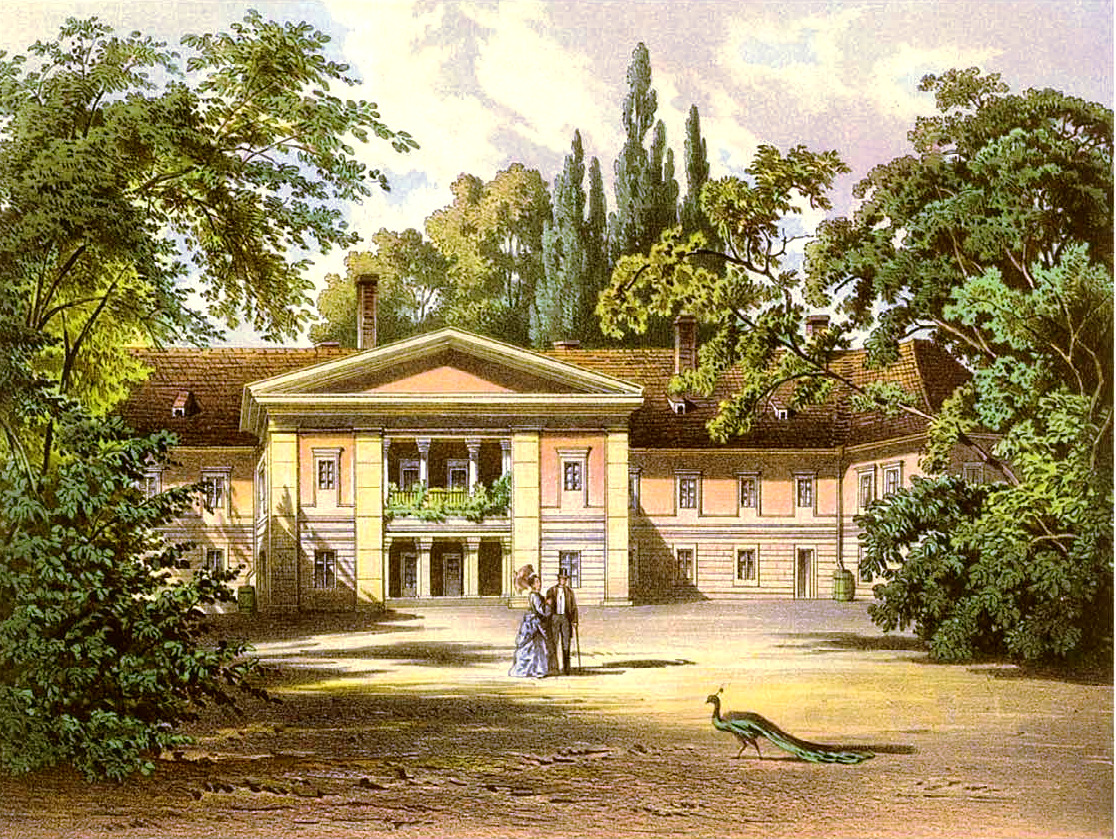
Palazzo Bedra intorno al 1860, collezione Alexander Duncker

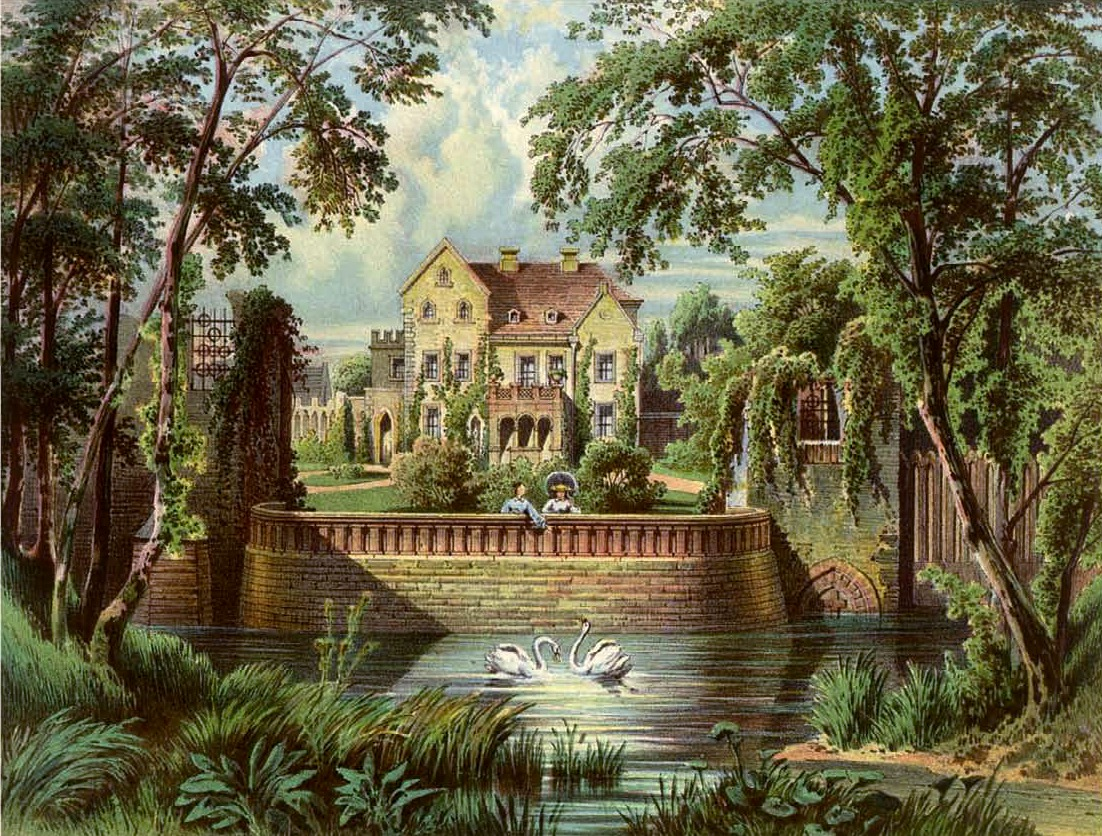
Villa Petzkendorf intorno al 1860, Collezione Alexander Duncker

Otto Heinrich von Helldorff (Bedra, 16 aprile 1833 – Bedra, 10 marzo 1908) è stato un politico prussiano; proprietario terriero, di orientamento conservatore; fu nominato ciambellano.

## Famiglia
Discendente dell'antica famiglia nobile von Helldorff, di Meißen, fu figlio del camerlengo prussiano e amministratore distrettuale Heinrich von Helldorff (1799-1873), proprietario della tenuta di Bedra, Baumersroda e Petzkendorf, e della sua prima moglie Julie Charlotte contessa von der Schulenburg (1806-1844).
Il 17 luglio 1867 Helldorff sposò Clara Stammann (Amburgo, 29 luglio 1846 - Gut Bedra, 3 febbraio 1918), figlia dell'architetto Friedrich Stammann e di Friedrike von Helldorff.

## Biografia
Dopo aver studiato legge, Helldorff lavorò nella pubblica amministrazione prussiana fino al 1874 e come amministratore distrettuale a Wetzlar dal 1867 al 1874. Nel 1874 assunse la gestione della tenuta di famiglia di Bedra e delle altre tre tenute di Leiha, di Schalkendorf e di Petzkendorf.
Come politico Helldorff fu membro dello Staatsrats prussiano, dal 1871 al 1874 per il distretto elettorale di Coblenza 1 (Wetzlar − Altenkirchen), dal 1877 al 1887 per il distretto elettorale di Merseburg 2 (Schweinitz − Wittenberg)  e dal 1890 al 1893 fu, per il distretto elettorale di Marienwerder 7 (Schlochau − Flatow), membro del Reichstag. Dal 1879 al 1881 e dal 1884 al 1892 fu presidente del gruppo del Partito Conservatore Tedesco, in cui svolse un ruolo importante nella fondazione nel 1876 e che guidò come presidente fino al 1892.
Helldorff promosse la riconciliazione dei conservatori prussiani con il cancelliere del Reich Otto von Bismarck (1815-1898) e svolse un ruolo decisivo nella politica dei partiti del Kartellparteien.Tuttavia, nel periodo del conflitto tra l'imperatore e il cancelliere, che precedette la caduta dell'esecutivo (1890), perse la fiducia di Bismarck. Nella disputa sui contratti commerciali con Leo Graf von Caprivi (1831–1899) combatté con gli ambienti agrari del proprio partito e perse la presidenza del gruppo e del partito nel 1892.
Dopo di che non tornò nella Camera dei signori prussiana, alla quale apparteneva dal 1890.